# Дельтові відклади
Дельтові відклади (рос. дельтовые отложения, англ. deltaic deposits, нім. Deltaablagerungen f pl, Deltabildungen f pl) — відклади річкових наносів у морях і озерах біля гирла рік.
В осн. Д.в. складаються з піщано-глинистих порід з окремими прошарками вапняків, рідше — вугілля або інш. органіч. утворень, покладів залізних і мідних руд.